# Präsidentschaftswahl in Guinea-Bissau 2012
Die Präsidentschaftswahl in Guinea-Bissau 2012 fand am 18. März statt. Eine 2. Runde wurde durch einen Militärputsch verhindert, so dass die Wahl nicht zu einer demokratischen Entscheidung über die Präsidentschaft führen konnten. Die Militärjunta versprach Wahlen in zwei Jahren.
Die Wahl war vorzeitig notwendig geworden, nachdem der Präsident des Landes, Malam Bacai Sanhá, am 9. Januar 2012 in Paris gestorben war. Die Verfassung Guinea-Bissaus sieht in diesem Fall Neuwahlen innerhalb von 90 Tagen vor. Da Ex-Premier Carlos Gomes Júnior zwar mit mehr als 48 % der Stimmen deutlich die meisten, nicht aber die Mehrheit der abgegebenen Stimmen erhielt, war eine 2. Runde für den 29. April 2012 geplant, in der Júnior gegen den Zweitplatzierten der 1. Runde, Kumba Ialá, angetreten wäre.  Ialá zog jedoch seine Kandidatur nach der 1. Runde zurück, da er ebenso wie andere unterlegene Kandidaten bereits in der 1. Runde Wahlfälschungen zu entdecken meinte und keine manipulationsfreie 2. Runde erwartete.
Am 12. April 2012, also zweieinhalb Wochen vor der geplanten 2. Runde, putschten Teile des Militärs von Guinea-Bissau und verhaftete Carlos Gomes Júnior. Wenige Stunden vor dem Putsch bekräftigten Ialá und andere Oppositionskandidaten, die 2. Wahlrunde boykottieren zu wollen. Das Militärkommando, das den Putsch ausgeführt hatte, begründete ihn damit, dass die Mission der angolanischen Streitkräfte zur Hilfe der Reform der Guinea-Bissauischen Streitkräfte (MISANG) vorgehabt hätte, das Guinea-Bissauische Militär gewaltsam zu entmachten. Der angolanische Außenminister hatte allerdings schon drei Tage vor dem Putsch den Rückzug dieser Mission erklärt, der schließlich Ende Mai vollzogen wurde. Die für den 29. April geplante Stichwahl fand nicht statt und das Militärkommando einigte sich mit den Oppositionsparteien (unter Ausschluss der PAIGC) auf die Einsetzung von Manuel Serifo Nhamadjo zum Übergangspräsidenten, der Rui Duarte Barros zum übergangsweisen Premierminister ernannte. Für eine Zeit von einem Jahr sollen keine Wahlen stattfinden.

## Die Kandidaten
| - Afonso Te - Aregado Mantenque Té - Baciro Djá - Braima Djaló - Carlos Gomes Júnior, amtierender Premierminister - Domingos Fernandes | - Epossa Ie - Henrique Rosa, Ex-Präsident - Ibraima Djalo - Kumba Ialá, Ex-Präsident - Luis Nancassa - Mamadú Iaia Djaló | - Manuel Serifo Nhamadjo - Serifo Balde - Serilo de Oliveira - Vicente Fernandes - Luís Nancassa |

Quellen jornaldeangola.sapo.ao/Portuguese News Network:

## Ablauf der 1. Runde
600 000 Wahlberechtigte waren zur Stimmabgabe aufgerufen. Ein Sprecher der UNIOGBIS (United Nations Integrated Peacebuilding Office in Guinea-Bissau) erklärte anschließend, dass die Wahlen in friedlicher Atmosphäre abgelaufen waren. Die Ermordung von Colonel Samba Diallo, des ehemaligen Oberhauptes des militärischen Geheimdienstes in einer Bar in der Hauptstadt Bissau kurz vor Mitternacht des Wahltages, weckte allerdings Befürchtungen, es könne zu Gewalttaten des Militärs kommen, da es angeblich Soldaten waren, die die Schüsse auf ihn abgefeuert hatten.

## Ergebnisse
| Kandidaten                         | Parteien                                                  | Stimmen | %    |
| ---------------------------------- | --------------------------------------------------------- | ------- | ---- |
| Carlos Gomes Júnior                | Partido Africano da Independência da Guiné e Cabo Verde   | 154.797 | 49,0 |
| Kumba Ialá                         | Partido para a Renovação Social                           | 73.842  | 23,4 |
| Manuel Serifo Nhamadjo             | Unabhängiger                                              | 49.767  | 15,7 |
| Henrique Pereira Rosa              | Unabhängiger                                              | 17.070  | 5,4  |
| Baciro Djá                         | Unabhängiger                                              | 10.298  | 3,3  |
| Vicente Fernandes                  | Aliança Democrática                                       | 4.396   | 1,4  |
| Aregado Mantenque Té               | Partido dos Trabalhadores                                 | 3.300   | 1,0  |
| Serifo Baldé                       | Partido Democrático Socialista para Salvação Guineense/PJ | 1.463   | 0,5  |
| Luís Nancassa                      | Unabhängiger                                              | 1.174   | 0,4  |
| Gesamt                             | Gesamt                                                    | 316.107 | 100  |
|                                    |                                                           |         |      |
| Ungültige Stimmen                  | Ungültige Stimmen                                         | 10.292  | 3,2  |
| Wähler                             | Wähler                                                    | 326.399 | 55,0 |
| Wahlberechtigte                    | Wahlberechtigte                                           | 593.765 |      |
|                                    |                                                           |         |      |
| Quelle: African Elections Database |                                                           |         |      |